# Caudice

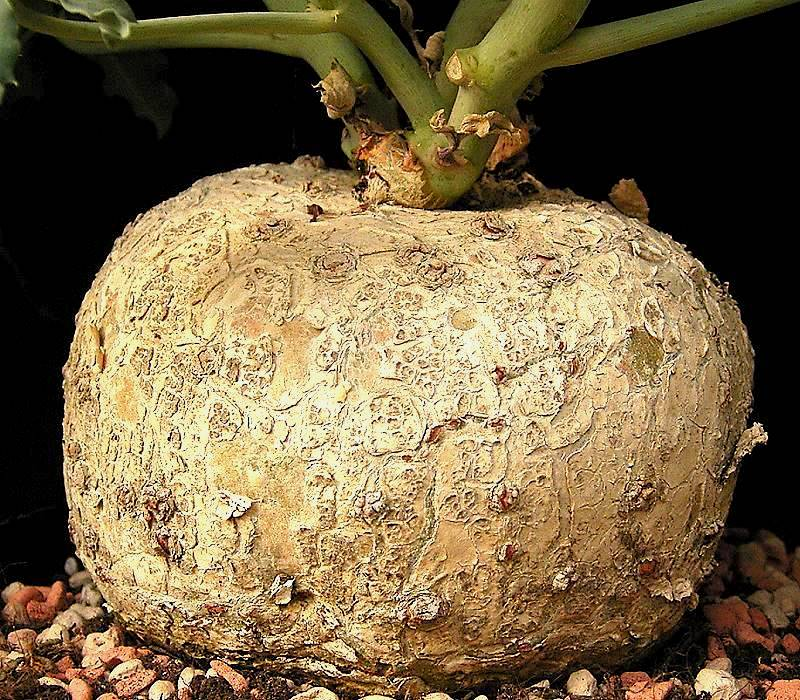
Caudice della Jatropha catharica.

Con la parola caudice riferita in botanica ad alcune specie di piante, è indicata la parte bassa del tronco o del fusto, comprendente le radici, che è particolarmente allargata in quanto immagazzina molta acqua, e non è ramificata.

## Etimologia
La parola non è un prestito linguistico ma piuttosto l'adattamento in italiano dell'inglese (caudex), un neologismo a ritroso della nomenclatura botanica che ha rispolverato e fatto resuscitare una parola del latino morto o obsoleto, conferendole una studiata forza di significato e carattere retro-formativo.
In effetti si è ridata vita alla arcaica parola latina caudex-caudicis, con un significato diverso rispetto a quello di origine quando significava molto semplicemente pezzo di un tronco.
- In francese si è formato un neologismo identico all'inglese, mentre in spagnolo e portoghese, come in italiano che morfologicamente è lingua latina - la corretta dizione del neologismo, che non ancora si è affermato nei dizionari, è caudice e non caudex
- Dal termine deriva caudiciforme, che significa 'con aspetto di caudice', usato - sempre in lingua inglese - per definire il paquicaulo, che è una pianta con un tronco sproporzionatamente grosso e poco ramificato.

## Uso del termine in botanica
La botanica usa il termine caudice principalmente in riferimento a piante che hanno un tronco con una particolare morfologia, come le angiosperme, le dicotiledoni, le arecaceae, le pteridofite e le cycadidae.
Alcuni generi classificati caudiciformi:
- Adenia (famiglia Passifloraceae),
- Beaucarnea (famiglia Ruscaceae),
- Jatropha (famiglia Euphorbiaceae)
- Pachyrhizus (famiglia Fabaceae).

Alche alcune specie di eucalipto e altre piante adattatesi a incendi periodici possiedono il caudice.